# Canariella jandiaensis
Canariella jandiaensis is een slakkensoort uit de familie van de Hygromiidae. De wetenschappelijke naam van de soort is voor het eerst geldig gepubliceerd in 2006 door Ibanez & Ponte-Lira.